# Waldemar Koch

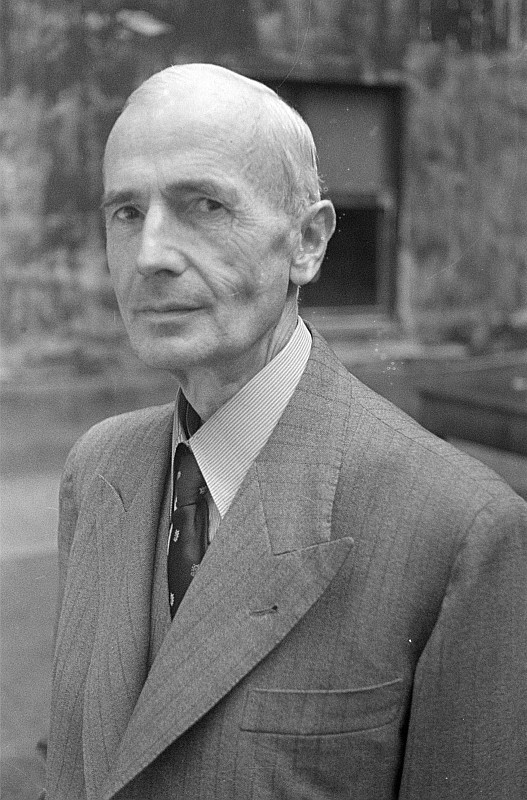
Waldemar Koch (1945)

Waldemar Koch (Harzburg, 25 september 1880 - Berlijn, 15 mei 1963) was een Duits liberaal politicus en econoom. 

## Loopbaan
Koch studeerde aan de Technische Hogeschool van Berlijn en was daarna van 1905 tot 1907 bij AEG werkzaam. In 1907 promoveerde hij in de economie. Tussen 1907 en 1909 bezocht Koch de Verenigde Staten van Amerika, China en Rusland. Van 1910 tot 1914 was hij directeur van een AEG-vestiging in Londen.
Tijdens de Eerste Wereldoorlog was Koch militair (tot 1915) en daarna directeur van het Instituut Zeevaart en Wereldeconomie aan de Universiteit van Kiel. In november 1918 trad hij toe tot de liberale Duitse Democratische Partij (DDP). Van 1918 tot 1919 was hij voorzitter van de burgercommissie van Groot-Berlijn. Daarna was hij tot 1934 als econoom werkzaam (1930-1934: docent bedrijfseconomie aan de Technische Hogeschool van Berlijn).
Na de Tweede Wereldoorlog was hij medeoprichter van de Liberal Demokratische Partei Deutschlands (LDPD) in de Sovjet-Russische bezettingszone. In 1945 was hij korte tijd voorzitter van de LDPD aldaar, maar trad wegens meningsverschillen af (hij was tegenstander van landhervormingen). Daarna was hij tot februari 1948 lid van het partijbestuur. Nadat hij in februari 1948 uit de LDPD was gezet, vestigde Koch zich in West-Berlijn waar hij van 1949 tot 1953 hoogleraar bedrijfseconomie was aan de Technische Hogeschool aldaar. Van 1955 tot zijn dood was hij hoogleraar sociale economie aan de Universiteit van Neurenberg. Van 1948 tot 1956 was hij lid van de West-Duitse liberale partij (FDP).
Waldemar Koch · Wilhelm Külz · Arthur Lieutenant · Karl Hamann · Hermann Kastner · Hans Loch · Max Suhrbier · Manfred Gerlach · Rainier Ortleb
- Gemeinsame Normdatei: 116273410
- International Standard Name Identifier: 0000 0000 9847 2153
- Library of Congress Control Number: n87879842
- Nationale Bibliotheek van Tsjechië: vse20221152899
- Nationale Bibliotheek van Israël: 987007275349805171
- Nederlandse Thesaurus van Auteursnamen: 068140606
- Système universitaire de documentation: 16755106X
- Virtual International Authority File: 25349665
- WorldCat: E39PBJv8FWFdYQKbd6vgkjxYyd